# Stergamataea inornata
Stergamataea inornata är en fjärilsart som beskrevs av George Duryea Hulst 1896. Stergamataea inornata ingår i släktet Stergamataea och familjen mätare. Inga underarter finns listade i Catalogue of Life.